# Novantinoe bicolora
Novantinoe bicolora là một loài bọ cánh cứng trong họ Cerambycidae.